# Vatica chevalieri
Vatica chevalieri är en tvåhjärtbladig växtart som först beskrevs av Gagnepain, och fick sitt nu gällande namn av T. Smitinand. Vatica chevalieri ingår i släktet Vatica och familjen Dipterocarpaceae. Inga underarter finns listade i Catalogue of Life.